# Мищук, Евгений Францевич
Евгений Францевич Мищук (14 января 1864 — после 1917) — российский деятель органов охраны общественного порядка, начальник сыскной полиции Киева.

## Биография
Работал чиновником для особых поручений при начальнике столичной сыскной полиции и имел чин коллежский секретарь, был православным. Командирован в Киев и назначен руководителем сыскной полиции вместо не утверждённого на эту должность Н. А. Красовского. С началом дела Бейлиса вёл розыскные мероприятия по этому делу, предварительное следствие осуществлял следователь по особо важным делам Киевского окружного суда В. И. Фененко, а надзор за следствием вёл прокурор этого же суда Н. В. Брандорф. 29 мая 1911 пришёл к твёрдому убеждению, что убийство «было совершено преступным миром с целью симулировать ритуальное убийство и вызвать еврейский погром», был отстранён от дела, но всё равно продолжал розыск настоящих убийц — и ему была устроена охранным отделением провокация, после чего обвинён в подлоге улик и арестован. Ещё до него был отстранён надзорный прокурор Н. В. Брандорф, а принявший расследование после него и пришедший к тем же выводам Н. А. Красовский также арестован. Сообщения начальника местного жандармского управления полковника А. Ф. Шределя и сотрудника по особым поручениям подполковника П. А. Иванова с теми же выводами были проигнорированы. По возвращении в Санкт-Петербург предан суду 1-го департамента правительствующего сената и приговорён к 5 годам тюремного заключения, которое отбывал до Февральской революции. После амнистии выехал на Урал и поселился в Оренбурге. Дальнейшая судьба неизвестна.